# إيلي جاكوبس
إيلي جاكوبس (بالإنجليزية: Eli Jacobs)‏ هو خبير مالي أمريكي، ولد في 5 أكتوبر 1937.

## وصلات خارجية
- إيلي جاكوبس على موقع إن إن دي بي (الإنجليزية)